# مایکل فاسبندر
مایکل فاسبندر (انگلیسی: Michael Fassbender؛ زادهٔ ۲ آوریل ۱۹۷۷) بازیگر ایرلندی-آلمانی است. نخستین فیلم بلند او ۳۰۰ (۲۰۰۷) بود که در آن نقش یک جنگجوی اسپارتی را داشت. پیش از آن، وی بازیگر تئاتر و تلویزیون بود، از جمله در سریال تلویزیونی جوخه برادران (۲۰۰۱) و هکس (۲۰۰۵–۲۰۰۴) ایفای نقش نموده بود. نخستین نقشی که نگاه‌ها را به سوی او متوجه ساخت، ایفای نقش بابی ساندز عضو سابق ارتش موقت جمهوری‌خواه ایرلند در فیلم گرسنگی (۲۰۰۸) بود که برایش جایزهٔ فیلم ایندیپندنت بریتانیا را به ارمغان آورد. نقش‌های بعدی او در تنگ ماهی (۲۰۰۹)، ستوان نیروی دریایی سلطنتی بریتانیا در حرامزاده‌های لعنتی (۲۰۰۹)، جین ایر (۲۰۱۱)، کارل گوستاو یونگ در یک روش خطرناک (۲۰۱۱)، رُبات اندروید ذی‌شعور در پرومتئوس (۲۰۱۲) و دنبالهٔ آن بیگانه: کاوننت (۲۰۱۷)، و موسیقی‌دانی مغرور در کمدی-درام فرانک (۲۰۱۴) بود.
در سال ۲۰۱۱، فاسبندر نقش اَبَرشرور مارول کامیکس با نام مگنیتو را در مردان ایکس: کلاس اول عهده‌دار شد و این نقش را در مردان ایکس: روزهای گذشته آینده (۲۰۱۴)، مردان ایکس: آپوکالیپس (۲۰۱۶) و دارک فینکس (۲۰۱۹) ادامه داد. همچنین در سال ۲۰۱۱، فاسبندر با بازی در نقش یک معتاد جنسی در فیلم شرم، برندهٔ جام ولپی بهترین بازیگر مرد و نامزد دریافت جایزهٔ گلدن گلوب و جایزهٔ فیلم بفتا شد. در سال ۲۰۱۳، او نقش برده‌دار آمریکایی و سومین ارباب سالومون نورثاپ، «ادوین اِپس» را در فیلم ۱۲ سال بردگی ایفا نمود که مورد تحسین واقع شد و بابت آن، نامزد دریافت جایزه اسکار بهترین بازیگر نقش مکمل مرد شد. وی در سال ۲۰۱۳ در یکی دیگر از فیلم‌های ریدلی اسکات به نام مشاور بازی کرد. فاسبندر در سال ۲۰۱۵، نقش استیو جابز را در فیلم استیو جابز به‌عهده گرفت و نقش مکبث ویلیام شکسپیر را در فیلم مکبث بازی کرد که برای هنرنمایی در نقش استیو جابز نامزد دریافت جایزهٔ اسکار بهترین بازیگر مرد شد. وی در سال ۲۰۱۵ تهیه‌کنندگی فیلم وسترن غرب آهسته را به عهده گرفت و خودش نیز در آن بازی کرد.
فاسبندر رانندگی حرفه‌ای و شرکت در مسابقات اتومبیل‌رانی را از سال ۲۰۱۷، با حضور در «چالش فراری» آغاز نمود. نام او در سال ۲۰۲۰ در فهرست برترین بازیگران فیلم ایرلند در روزنامهٔ آیریش تایمز در رتبهٔ نهم قرار گرفت.

## اوایل زندگی
مایکل فاسبندر در ۲ آوریل ۱۹۷۷ میلادی در شهر هایدلبرگ آلمان غربی زاده شد. مادرش «اَدل» یک ایرلندی از شهر لارن (واقع در شهرستان انتریم) و پدرش «یوزف فاسبندر» آلمانی بود. مطابق قانون شهروندی دولت آلمان، ملیتِ آلمانیِ پدری او سبب می‌شود که وی نیز مطابق اصل خون، آلمانی محسوب شود. مطابق آنچه در خانوادهٔ به‌صورت دهان‌به‌دهان نقل شده‌است، مادر او با مایکل کولینز از رهبران جنگ استقلال ایرلند نسبت خانوادگی دارد. وقی مایکل دو ساله بود، والدین او به شهر کیلارنی در شهرستان کری نقل مکان کردند و در آن، رستورانی به نام «وست اِند هاوس» را اداره می‌کردند که پدرش سرآشپز آنجا بود. علت این تغییر مکان، آن بود که پدر و مادرش می‌خواستند فرزندان آنها در دل طبیعت بزرگ شوند تا یک محیط صنعتی نظیر محل زندگی‌شان در آلمان. وی تحت تعالیم کلیسای کاتولیک بزرگ شد و در کودکی، خادم کلیسایی بود که والدینش برای عبادت به آنجا می‌رفتند. او یک خواهر بزرگتر به نام «کاترین» دارد که عصب‌روان‌شناس است.
مایکل و خواهرش، تعطیلات تابستان را در آلمان می‌گذراندند و او زبان آلمانی را روان و سلیس صحبت می‌کند، گرچه خودش بعدها در مصاحبه‌ای گفت که پیش از شروع فیلم‌برداری حرامزاده‌های لعنتی، لازم بوده تا روی آلمانی حرف‌زدنش تمرین کرده و دستی به سر و گوشش بکشد چون «کمی گیر داشت». او همچنین به زبان ایرلندی مسلط است، چون در کری بزرگ شده‌است. او به «مدرسهٔ ملی فوسا» و «کالج سنت برندان» رفت که هر دو، در کری واقع شده‌اند. وقتی ۱۷ ساله بود، تصمیم گرفت که بازیگر شود و در یک نمایشنامه بازی کرد. در سن ۱۹ سالگی جهت تحصیل در مرکز درام لندن به این شهر رفت که از مراکز وابسته به آموزشگاه هنر دانشگاهی «سنترال سنت مارتینز» است. در سال ۱۹۹۹، تحصیلاتش را در این مرکز نیمه‌کاره رها کرد و با یک گروه هنری تئاتر به نام هدلانگ جهت اجرای نمایش سه خواهر همراه شد. مایکل پیش از آغاز حرفهٔ بازیگری، مدتی به‌عنوان مأمور پست و متصدی بار مشغول به کار بود. از شغل‌های دیگر او، می‌توان به کارگری، مطالعات بازار برای پست سلطنتی و کارمند شرکت رایانهٔ دِل اشاره کرد.

## حرفه

### فعالیت‌های آغازین (۲۰۰۱–۲۰۰۷)
نخستین فعالیت هنری فاسبندر، بازی در نقش «برتون پت کریستنسون» در جوخه برادران (۲۰۰۱) بود. وی سپس در نقش عزازیل در سریال هکس در شبکهٔ اسکای۱ و همچنین نقش اصلی موزیک ویدئوی «خلبانان نابینا» از گروه موسیقی بریتانیایی «کوپر تمپل کلاز» ظاهر شد. در این موزیک ویدئو، او نقش مردی را بازی می‌کند که در یک مهمانی مجردی، با پوشیدن یک گردن‌بند زنگوله‌ای، کم‌کم مبدل به یک بز می‌شود.
فاسبندر، سپس نقشِ جاناتان هارکر را در مجموعه داستانی «دراکولا» در رادیو بی‌بی‌سی ایرلند شمالی بازی کرد که از ۲۴ نوامبر تا ۵ دسامبر ۲۰۰۳ از برنامهٔ رادیویی «کتاب هنگام خواب» پخش شد. وی همچنین در اوایل سال ۲۰۰۴ در تبلیغ تلویزیونی گینس به نام «نزاع»، نقش مردی را بازی کرد که طول اقیانوس اطلس شمالی را از ایرلند تا نیویورک شنا می‌کند تا شخصاً از برادرش عذرخواهی کند. این تبلیغ تلویزیونی برندهٔ مدال طلای فَـب در سال ۲۰۰۵ شد.
در جشنوارهٔ ادینبرا فرینج سال ۲۰۰۶، نقش نیای مادری خود مایکل کولینز را در نمایشنامهٔ «پیمان وفاداری» اثر مری کنی ایفا نمود که دربارهٔ ملاقات این رهبر ایرلندی با وینستون چرچیل بود. علاوه بر این، فاسبندر، یک نسخهٔ تئاتری از سگ‌های انباری کوئنتین تارانتینو را به روی صحنهٔ برد که افزون بر بازی در آن، خودش کار کارگردانی و تهیه‌کنندگی را بر عهده داشت.
وی در فیلم فرشته که در مورد شهرت و تنزل نویسنده‌ای جوان و خودمحور (با بازی رامالا گری) در اوایل سده بیستم است. فاسبندر در نقش مردی به نام «اِسمی» ظاهر می‌شود که این نویسنده به او علاقمند است. این فیلم درام که توسط فرانسوا اوزون و بر پایهٔ رمانی از الیزابت تایلور ساخته شده بود، در ۱۷ فوریه ۲۰۰۷ در جشنواره بین‌المللی فیلم برلین و در ۱۴ مارس ۲۰۰۷ در پاریس اکران شد. کمی بعد او در نقش «بارنی» در سریال تلویزیونی سوگلی‌های عروسی بازی کرد و در آن با لهجهٔ اسکاتلندی صحبت می‌کرد.

### موفقیت‌های اصلی (۲۰۰۶–۲۰۱۵)

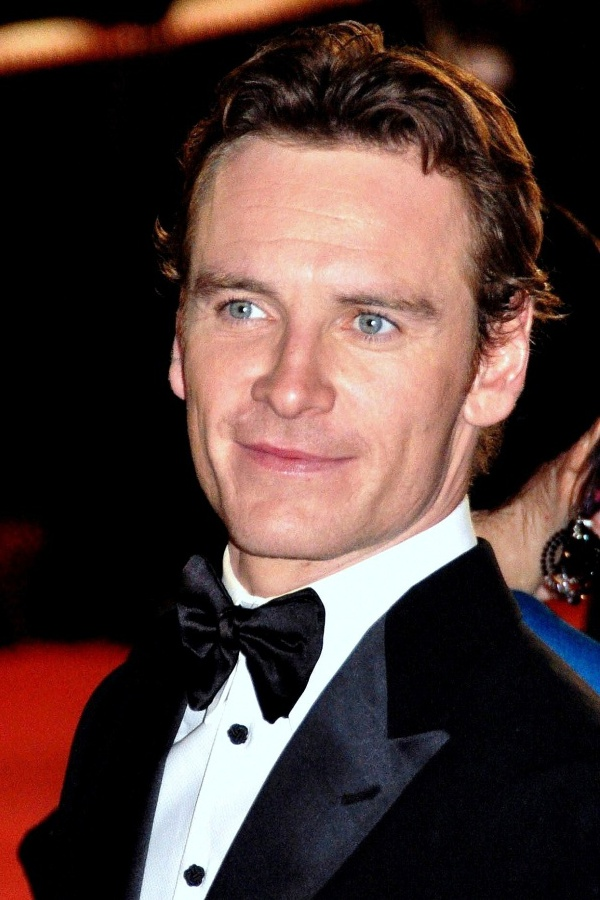
فاسبندر در جشنواره فیلم کن ۲۰۰۹

در سال ۲۰۰۶، فاسبندر در نقش دینه‌کیس (اِستِـلیوس)، یک جنگاور جوان اسپارتی در فیلم فانتزی-اَکشن ۳۰۰ به کارگردانی زک اسنایدر بازی کرد که با موفقیت تجاری خوبی مواجه شد. جهت آماده شدن برای بازی در نقش بابی ساندز، زندانی ارتش موقت جمهوری‌خواه ایرلند در فیلم گرسنگی به کارگردانی استیو مک‌کوئین، فاسبندر یک رژیم غذایی را پیش گرفت که به ۶۰۰ کالری در روز محدود بود و به وزن ۱۲۵ پوند (۵۷ کیلوگرم) بابی ساندز رسید. این نقش که جهش و موفقیت مهمی در حرفهٔ بازیگری او محسوب می‌شد، جایزهٔ فیلم ایندیپندنت بریتانیا را برایش به ارمغان آورد. یک سال پس از موفقیت او با فیلم گرسنگی در جشنواره فیلم کن ۲۰۰۸، او دو فیلم دیگر هم بازی کرد. فیلم نخست، حرامزاده‌های لعنتی به کارگردانی کوئنتین تارانتینو که در آن نقش ستوان بریتانیایی «آرچی هیکاکس» را به عهده داشت. فیلم دوم، تنگ ماهی به کارگردانی آندریا آرنولد بود.
در سال ۲۰۱۰، نقش «بـِرک» را در فیلم وسترن جونا هکس عهده‌دار شد. در گفتگویی در کامیک-کان سن دیگو، فاسبندر دربارهٔ این نقش گفت: «من به نوعی این شخصیت را توسعه دادم و واقعاً آن را فراتر بردم - باید می‌دیدم چقدر می‌شود آن را پیش برد… من در مورد این شخصیت، چنین فکر و نقشه‌ای را داشتم، او به نوعی روان‌پریش است و با شیوه‌ها و تفکرات منحرف و پلید خود، احساس خوبی پیدا می‌کند و از آنها لذت می‌برد. من نمی‌خواستم آن مسئله را بسیار واضح نشان بدهم و نقشم شبیه چیزی باشد که قبلاً دیده‌اید». این فیلم عمدتاً با نقدهای منفی مواجه شد. در پاسخ به این نقدها، فاسبندر گفت: «خیلی بد بود؟ مگه نه. خودم هنوز فیلم را ندیده‌ام.» کمی بعد، او نقش «کینتوس دیاس» را در فیلم حماسی-جنگی سنتوریون به کارگردانی نیل مارشال به عهده گرفت و در نقش «ریچارد وِرث» در فیلم نهر خون به کارگردانی جوئل شوماخر، همبازی دامینیک پرسل شد. داستان فیلم دربارهٔ مردی در ویرجینیای غربی است که با محذورات اخلاقی خود کنار می‌آید و به برادرش کمک می‌کند تا خانواده‌ای را که از یک افسر نازی مخفی‌شده محافظت کرده و برادرش را سال‌ها به اسارت درآورده بودند، از میان بردارد. در سال ۲۰۱۱، فاسبندر نقش «ادوارد راچستر» را در فیلم جین ایر بازی کرد که کارگردانی‌اش را کری فوکوناگا و نقش اصلی زن را میا واشیکوفسکا به عهده داشتند.
فاسبندر نقش مگنیتو در فیلم ابرقهرمانی مردان ایکس: کلاس اول را ایفا نمود. وقایع فیلم در سال ۱۹۶۲ رخ داده و مترکز بر دوستی میان «پروفسور چارلز اگزویر» (با بازی جیمز مک‌آووی) و مگنیتو و آغاز شکل‌گیریِ تیم هر یک از آنها، یعنی مردان ایکس و انجمن جهش‌یافتگان شرور است. این فیلم در ۳ ژوئن ۲۰۱۱ اکران شد و با موفقیت تجاری و انتقادی همراه بود و سبب شد فاسبندر بیش از پیش به یک ستارهٔ سینما مبدل گردد. فاسبندر در سال ۲۰۱۱، نقش کارل گوستاو یونگ را در فیلم یک روش خطرناک به کارگردانی دیوید کراننبرگ ایفا نمود که برای نخستین بار در شصت و هشتمین جشنواره فیلم ونیز نمایش داده شد.

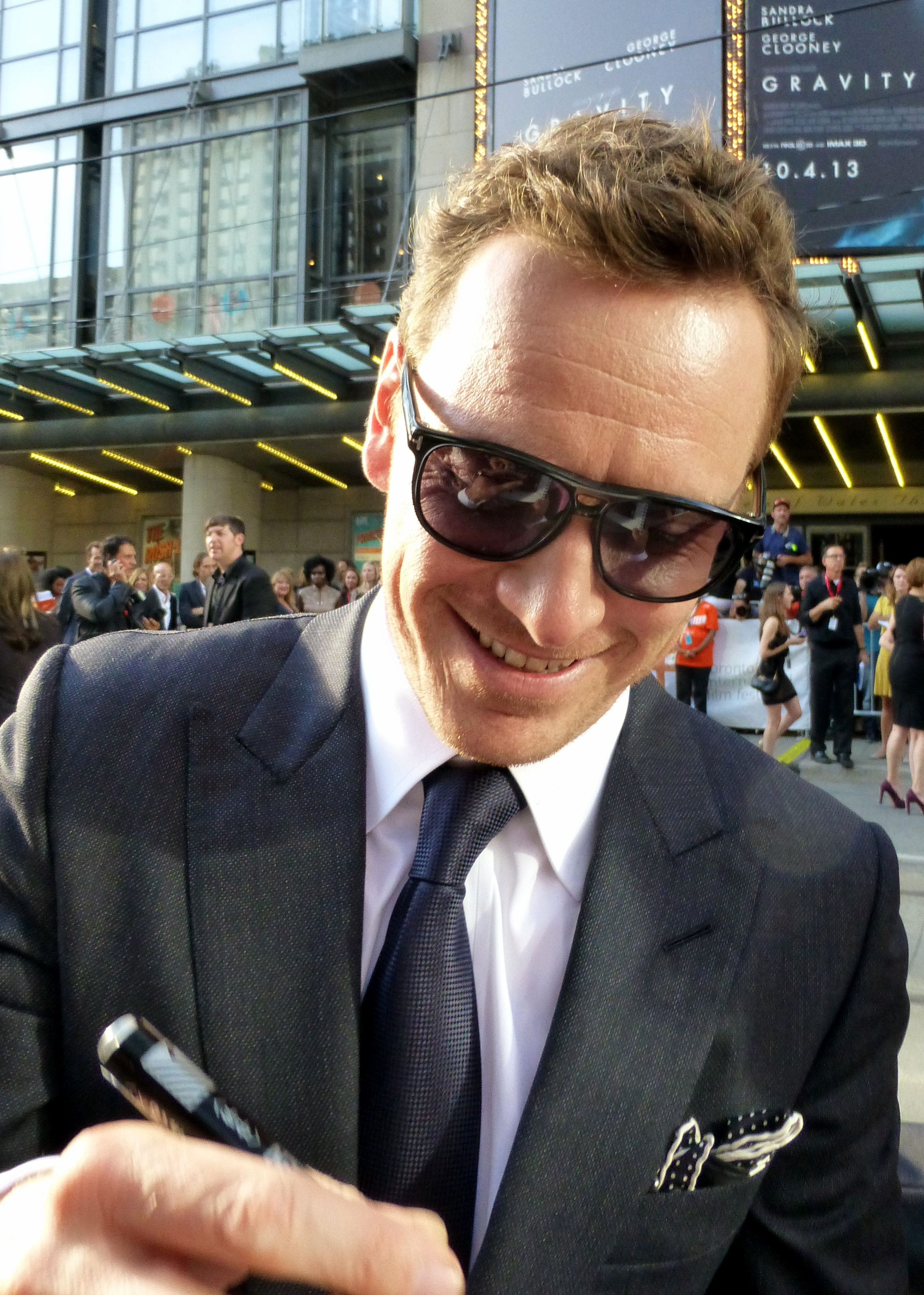
فاسبندر در مراسم نخستین اکران فیلم ۱۲ سال بردگی، در جشنواره بین‌المللی فیلم تورنتو در سال ۲۰۱۳

او در فیلم شرم نقشِ مرد جوانی در حوالی سی‌سالگی را بازی کرد که گرفتار اعتیاد جنسی است. فاسبندر در این فیلم که در جشنواره فیلم ونیز ۲۰۱۱ اکران شد، مجدداً با استیو مک‌کوئین همکاری داشت و بابت ایفای نقش «براندون»، برندهٔ جام ولپی بهترین بازیگر نقش اصلی مرد شد. او یکی از گزینه‌های اصلی جایزه اسکار بهترین بازیگر نقش اول مرد بود، اما در فهرست نامزدها قرار نگرفت، و بنا به گفته‌های برخی منابع، برهنگی کاملش در این نقش و به‌تصویر کشیدنِ روابط جنسی سبب شد که رأی‌دهندگان «خیال‌پردازی کنند، ولی در واقع [به او] رای ندهند.» فاسبندر بابت ایفای نقش در این فیلم، با واکنش مثبت منتقدان مواجه شد و نامزد جایزه گلدن گلوب بهترین بازیگر مرد فیلم درام و جایزه بفتای بهترین بازیگر نقش اول مرد شد. همین نقش‌آفرینی سبب شد تا کارنامهٔ هنری‌اش ارتقا یافته و برای بازی در در فیلم‌های بزرگتری دعوت شود.
در سال ۲۰۱۲، فاسبندر در نقش مأمور ام‌آی۶ در فیلم اکشن-مهیج بی‌استفاده به کارگردانی استیون سودربرگ و همچنین نقش دیوید ۸ در فیلم پرومتئوس به کارگردانی ریدلی اسکات ظاهر شد. اسکات، فاسبندر را انتخاب اصلی خود برای این نقش معرفی کرد. به فاسبندر اختیار قابل توجهی برای طراحی و مدل‌سازی شخصیت آن‌طور که صلاح می‌دانست، داده شد. در حین آماده‌سازی، او به‌جای الهام‌گیری از قسمت‌های قبلی مجموعهٔ بیگانه، شخصیت ریچل با بازی شان یانگ در بلید رانر را بررسی کرد. فاسبندر از تعدادی دیگر از اجراهای سینمایی الهام گرفت؛ از جمله داگلاس رین در نقش هال ۹۰۰۰ در ۲۰۰۱: ادیسه فضایی، دیوید بویی در مردی که به زمین سقوط کرد، و درک بوگارد در پیشخدمت. علاوه بر این، فاسبندر مدل راه رفتن خود را از غواص آمریکایی گرگ لوگانیس الگوبرداری کرد. منتقدان طراحی زیبایی‌شناسانهٔ بصری این فیلم‌ها و نقش‌آفرینی‌های بازیگران، علی‌الخصوص بازی فاسبندر در نقش یک ربات انسان‌نما را ستودند.
در سال ۲۰۱۳، فاسبندر ایفاگر نقش اصلی مشاور به کارگردانی ریدلی اسکات و نویسندگی کورمک مک‌کارتی بود. در همان سال، او در فیلم ۱۲ سال بردگی هنرنمایی کرد که سویم همکاری‌اش با استیو مک‌کوئین محسوب می‌شد. بازی در نقش ادوین اِپس، وی را نامزد جایزه اسکار بهترین بازیگر نقش مکمل مرد نمود. فاسبندر مجدداً نقش مگنیتو در مردان ایکس: روزهای گذشته آینده را بازی کرد که دنباله‌ای برای مردان ایکس: کلاس اول بود. او همچنین عهده‌دار نقش اصلی فیلم کمدی فرانک (اکران‌شدن در اواخر تابستان ۲۰۱۴) بود که اقتباسی آزاد از شخصیت کمدی فرانک سایدباتم (خلق‌شده توسط کریس سیوی) محسوب می‌شد.

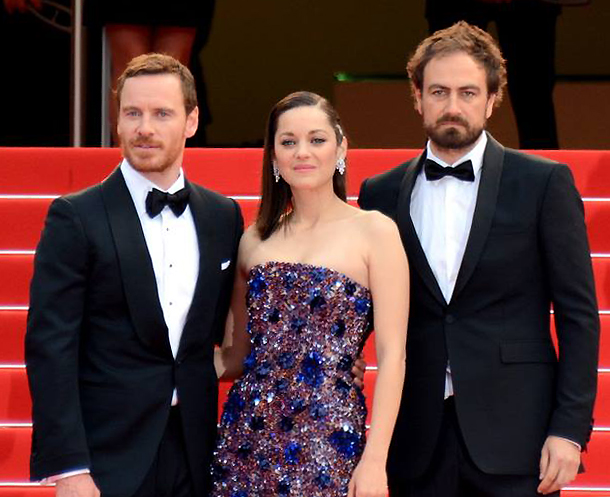
فاسبندر، ماریون کوتیار و جاستین کرزل در جشنواره کن در مراسم نخستین اکران فیلمِ مکبث در سال ۲۰۱۵

فاسبندر در سال ۲۰۱۵، یکی از ستاره‌های فیلم غرب آهسته با بازی کدی اسمیت-مک‌فی و بن مندلسون بود و در آن، نقش «سیلاس» یک مسافر مرموز را به عهده داشت. او همچنین در نقش بنیان‌گذار شرکت اپل استیو جابز در زندگی‌نامه‌ای درام استیو جابز به کارگردانی دنی بویل ظاهر شد که اقتباسی از کتاب زندگی‌نامه‌ای استیو جابز اثر والتر ایزاکسون بود و فیلمنامه‌اش توسط آرون سورکین نگاشته شده بود. ایفای این نقش زمانی به عهدهٔ فاسبندر گذاشته شد که کریستین بیل از ایفای آن انصراف داد. این نقش‌آفرینی برای فاسبندر، نامزدی جایزه اسکار بهترین بازیگر نقش اول مرد را به‌دنبال داشت.
فاسبندر در سال ۲۰۱۵ نقش مکبث را در درام تاریخی-حماسی مکبث به کارگردانی جاستین کرزل بازی کرد و در این فیلم با ماریون کوتیار (در نقش لیدی مکبث) و دیوید تیولیس (در نقش پادشاه دانکن) همبازی بود. آغاز تصویربرداری این فیلم در سال ۲۰۱۴ و سرانجام در جشنواره فیلم کن ۲۰۱۵ اکران شد.

### ۲۰۱۶–اکنون
در سال ۲۰۱۶، فاسبندر بار دیگر در نقش مگنیتو در فیلم مردان ایکس: آپوکالیپس حضور یافت. سپس در درام عاشقانهٔ نور میان اقیانوس‌ها (فیلم) به کارکردانی درک سیانفرنس بازی کرد که فیلم‌برداری‌اش در اواخر سپتامبر ۲۰۱۴ در نیوزیلند آغاز گردید و در ۲ سپتامبر ۲۰۱۶ به نمایش درآمد. فاسبندر همچنین در سال ۲۰۱۶، فیلم دلهره‌آور تعدی بر ما را نیز در کنار برندن گلیسون بازی کرد. آخرین بازی او در این سال، حضور در فیلم اساسینز کرید بود که نهیه‌کنندگی آن را نیز بر عهده داشت و در ۲۱ دسامبر ۲۰۱۶ به نمایش درآمد. مجدداً کارگردانی این فیلم را جاستین کرزل و یکی از نقش‌های اصلی را ماریون کوتیار به عهده داشتند. در مه ۲۰۱۷، فاسبندر دوبارهٔ نقش ربات انسان‌نما «دیوید ۸» را در دنبالهٔ فیلم پرومتئوس را با عنوانِ بیگانه: کاوننت ایفا نمود. فیلمبرداری این فیلم در سال ۲۰۱۶ به اتمام رسیده بود. در سال ۲۰۱۷ فاسبندر در نقش کارآگاه «هَـری هُـل» در آدم‌برفی به کارگردانی توماس آلفردسون و هنرنمایی ربکا فرگوسن و شارلوت گنسبور بازی کرد که اقتباسی از رمانی به همین نام اثر یو نسبو بود. تصویربرداری و ساخت فیلم از ژانویهٔ ۲۰۱۶ آغاز شده بود و در اکتبر ۲۰۱۷ به نمایش درآمد.
فاسبندر بار دیگر نقش مگنیتو را در دارک فینکس بازی کرد؛ فیلمی که نقدهای نامطلوبی دریافت نمود و از لحاظ تجاری ناموفق بود.
فاسبندر در فیلم هدف بعدی پیروزی است به کارگردانی تایکا وایتیتی و محصول سرچلایت پیکچرز بازی کرده است که برپایهٔ مستندی به همان نام ساخته شد.
فاسبندر در کنار فیلم‌نامه‌نویس ایرلندی رونان بنت یک شرکت تولید فیلم بنیان نهاده‌اند که «فین مک‌کول فیلمز» نام دارد. او در کنار آرنولد شوارتزنگر و دیوید هسلهاف در کونگ فیوری ۲ بازی خواهد کرد که دنباله‌ای برای فیلم کوتاه کونگ فیوری در سال ۲۰۱۵ خواهد بود.

## مسابقات اتومبیل‌رانی
مایکل فاسبندر از دوران جوانی به ورزش‌های موتوری علاقمند بود و در سال ۲۰۲۰ گفت که «حتی پیش از آغاز بازیگری، رؤیای بزرگی برای مسابقه داشتم». وی که از علاقمندان رقابت‌های فرمول یک و تیم اسکودریا فراری است، یکی از اعضای دورهٔ آموزشی «کورسو پیلوتا»ی این تیم در سال ۲۰۱۶ بود.
وی مسابقات حرفه‌ای را در کلاس «کوپا شل» در رقابت‌های «چالش فراری» در مه ۲۰۱۷ آغاز کرد و نخستین مسابقهٔ رسمی‌اش در پیست موجلو به مقام پانزدهم دست یافت. وی همچنین در شاخهٔ آمریکای شمالیِ همین رقابت‌ها در «پیست لاگونا سکای مزدا» به مقام ششم رسید. او در سال ۲۰۱۸ در رقابت اصلی «چالش فراری در آمریکای شمالی» حاضر شد و در مسابقهٔ انتخابی برای خط اول مسابقه، در پیست دیتونا اینترنشنال اسپیدوی به مقام نخست رسید و در نهایت به رتبهٔ پنجم دست یافت.
فاسبندر در سال ۲۰۱۹ به تیم پورشه ملحق شد و در رقابت‌های «تجربه مسابقه با پورشه» در آلمان شرکت کرد و موضوع مجموعهٔ یوتیوبی این شرکت اتومبیل‌سازی به نام «راهی به لمان» بود. سال بعد، او در «مسابقات پروتون» در «سری رقابت‌های۲۰۲۰ لمان اروپا» و با ریشارد لیتس و «فلیپه فرناندس لاسر» یک «پورشه ۹۱۱ آراس‌آر» مدل ۲۰۱۷ را راندند. در اواخر همان سال، او رانندهٔ میهمان در مسابقات پورشه سوپرکاپ در پیست بارسلون-کاتالونیا بود که دچار سانحه شد و چند ثانیه‌ای از رقابت‌ها عقب افتاد.

### نتایج سری رقابت‌های لمان اروپا
(کلید راهنما) (رقابت‌های بولد نشاندهندهٔ پول پوزیشن است؛ نتایج ایتالیک نشاندنهٔ سریع‌ترین دور)
| سال                          | نام رقابت       | کلاس  | شاسی                  | موتور                            | ۱     | ۲     | ۳       | ۴     | ۵     | ۶   | رتبه | امتیاز |
| ---------------------------- | --------------- | ----- | --------------------- | -------------------------------- | ----- | ----- | ------- | ----- | ----- | --- | ---- | ------ |
| سری رقابت‌های لمان اروپا ۲۰۲۰ | رقابت‌های پروتون | LMGTE | پورشه ۹۱۱ آراس‌آر-۲۰۱۷ | پورشه ۴٫۲ لیتری ۶ سیلندر تخت، ال | LEC ۷ | SPA ۴ | LEC DNS | MNZ ۵ | ALG ۴ |     | ششم  | ۴۷     |
| سری رقابت‌های لمان اروپا ۲۰۲۱ | رقابت‌های پروتون | LMGTE | پورشه ۹۱۱ آراس‌آر-۱۹   | پورشه ۴٫۲ لیتری ۶ سیلندر تخت، ال | CAT ۶ | RBR ۴ | LEC ۸   | MNZ ۷ | SPA   | ALG | نهم* | ۳۰*    |

* این فصل از رقابت‌ها هنوز در جریان است.

## زندگی شخصی
مایکل فاسبندر مابین سال‌های ۱۹۹۶ تا ۲۰۱۷ در لندن زندگی می‌کرد. وی در همان آپارتمانی در منطقه هکنی لندن زندگی می‌کرد که از اواخر دههٔ سوم زندگی، ساکن آنجا بود.
او زبان آلمانی را سلیس و روان صحبت می‌کند و به بازی در نقش‌ها یا فیلم‌های آلمانی‌زبان علاقمند است. وی یک کاتولیک برگشته است، اما با این حال، هنوز برای روشن کردن شمع به کلیسا می‌رود. وی همچنین از حامیان باشگاه فوتبال لیورپول است.
در سال ۲۰۱۰، دوست‌دختر فاسبندر «سوزان اَندروز» یک «قرار منع موقت» علیه او از دادگاه عالی شهرستان لس آنجلس گرفت، با این ادعا که مایکل در سال ۲۰۰۹ «مرا از یک صندلی پرت و دماغم را شکست» و سپس در کنار خودرو او را به روی زمین کشیده، به زانو و ساق پایش آسیب زده و سبب ترکیدن یکی از کیست‌های تخمدانش شده‌است. وبگاه دیلی بیست در سال ۲۰۱۸ و به‌دنبال جنبش من هم، این اتهام‌ها را تکرار کرد که البته فاسبندر پاسخی به آنها نداد.

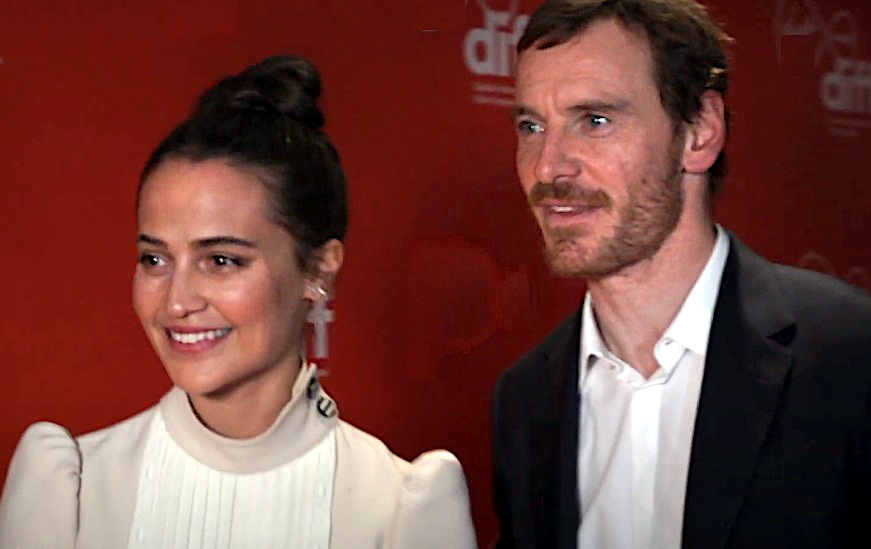
فاسبندر با آلیسیا ویکاندر در جشنواره بین‌المللی فیلم دوبلین ۲۰۲۰

گرچه فاسبندر سعی دارد که زندگی شخصی‌اش را غیرعلنی و مخفی نگه دارد، اما در یک مصاحبه در سال ۲۰۱۲ با ماهنامهٔ جی‌کیو اعلام کرد که تا حد امکان با نیکول بهاری پس از همبازی بودن در فیلم شرم، دیدار می‌کردند. در دسامبر ۲۰۱۴، او رابطهٔ عاشقانه‌ای با آلیسیا ویکاندر آغاز کرد که پیش‌تر، سرِ صحنهٔ فیلم نور میان اقیانوس‌ها با هم آشنا شده بودند. این دو، طی یک جشن خصوصی در ۱۴ اکتبر ۲۰۱۷ میلادی در شهر ایبیزای اسپانیا ازدواج کردند و از همان سال، ساکن شهر لیسبون پرتغال هستند. آن‌ها دو فرزند دارند.

## فیلم‌شناسی
بنا به گزارش وبگاه راتن تومیتوز، موفق‌ترین فیلم‌های فاسبندر از نظر منتقدان عبارتند از: ۱۲ سال بردگی (۲۰۱۳)، کیف سیاه (۲۰۲۵)، زانوشکنی (۲۰۲۴)، غرب آهسته (۲۰۱۵)، فرانک (۲۰۱۴)، تنگ ماهی (۲۰۰۹)، گرسنگی (۲۰۰۸)، مردان ایکس: روزهای گذشته آینده (۲۰۱۴) و حرامزاده‌های لعنتی (۲۰۰۹).
فاسبندر برای بازی در نقش ادوین اپس در ۱۲ سال بردگی نامزد جایزه اسکار بهترین بازیگر نقش مکمل مرد و برای بازی در نقش استیو جابز در استیو جابز (۲۰۱۵) نامزد جایزه اسکار بهترین بازیگر مرد شده است.